# 克里斯蒂安·马尔马格罗
克里斯蒂安·马尔马格罗（西班牙語：Cristian Malmagro，1983年3月11日—），西班牙男子手球运动员。他曾代表西班牙国家队参加2008年夏季奥林匹克运动会男子手球比赛，获得一枚铜牌。